# فيليب ر. لان
فيليب ر. لان (بالإنجليزية: Philip R. Lane)‏ هو اقتصادي أيرلندي، ولد في 1969 في دبلن في جمهورية أيرلندا.

## وصلات خارجية
- فيليب ر. لان على موقع مونزينجر (الألمانية)